# Operazione Canadian Bacon
Operazione Canadian Bacon (Canadian Bacon) è un film satirico del 1995, scritto, diretto e prodotto da Michael Moore. Si tratta dell'unico film di finzione girato dal regista.
Il film, girato alla fine del 1993, fu distribuito solo nel settembre 1995, a causa delle complicazioni seguite alla morte prematura del protagonista John Candy, il 4 marzo 1994, sul set di Wagons East!. Non è stato dunque l'ultimo film girato da Candy, ma la sua ultima interpretazione apparsa sugli schermi cinematografici.
Il film è stato presentato nella sezione Un Certain Regard del 48º Festival di Cannes.

## Trama
La guerra fredda è finita e una delle più floride industrie statunitensi, quella degli armamenti bellici, è in profonda crisi. La popolarità del presidente degli Stati Uniti è in costante calo: una guerra sembra la soluzione ideale per rilanciare l'economia e risollevare l'immagine del comandante in capo. Il problema è che non ci sono più nemici, a cominciare dal tradizionale rivale, l'ex Unione Sovietica: il presidente russo non solo non è disposto a riprendere le ostilità, ma è anzi ben disposto a dichiararsi sconfitto.
Mal consigliato dai suoi collaboratori, il presidente degli Stati Uniti accetta di imbastire una campagna propagandistica denigratoria nei confronti dell'innocuo Canada, con l'obiettivo di creare nuovamente un clima di tensione e paura che consenta la ripresa massiccia della produzione bellica e risvegli il patriottismo dei suoi concittadini, a suo personale vantaggio.
In realtà non ha alcuna intenzione di dare inizio ad un vero conflitto, ma la situazione gli sfugge di mano perché da un lato alcuni tipici "patrioti" americani, guidati dal disastroso sceriffo della contea di Niagara Bud Boomer, prendono troppo alla lettera la propaganda anticanadese e si mobilitano lungo la frontiera, dall'altro l'industriale delle armi R. J. Hacker vuole vendicarsi dei danni subiti dagli ultimi anni di disarmo scatenando una guerra globale, per mezzo dell'attivazione di tutti gli impianti missilistici statunitensi da una stazione di comunicazione installata proprio in Canada, nella CN Tower di Toronto.
Paradossalmente sarà proprio la guerrafondaia Honey, amica di Bud Boomer, ritrovatasi "prigioniera" in Canada dopo aver invaso il paese "nemico", ad evitare un esito catastrofico per tutto il mondo, distruggendo la trasmittente di Hacker, convinta si tratti di una base nemica.

## Produzione
Il film fu girato nel 1993; la partita di hockey fu girata alla Niagara Falls Memorial Arena di Niagara Falls, Ontario e gli attori che interpretavano i poliziotti indossavano autentiche uniformi della Niagara Regional Police.

## Cast
Tra gli attori celebri che appaiono in brevi interpretazioni cameo spiccano due star storiche del Saturday Night Live, James Belushi, nel ruolo di un giornalista televisivo reduce da un periodo di disintossicazione in clinica, e Dan Aykroyd. Curiosamente sia Candy che Aykroyd sono realmente nati in Canada.